# Прапор Подільського району
Прапор Подільського району — офіційний символ Подільського району міста Києва. Положення про прапор і герб району затверджено 26 червня 2003 року.

## Опис
Прапор району: Герб Подільського району на малиновому фоні.